# Stephanie Cayo

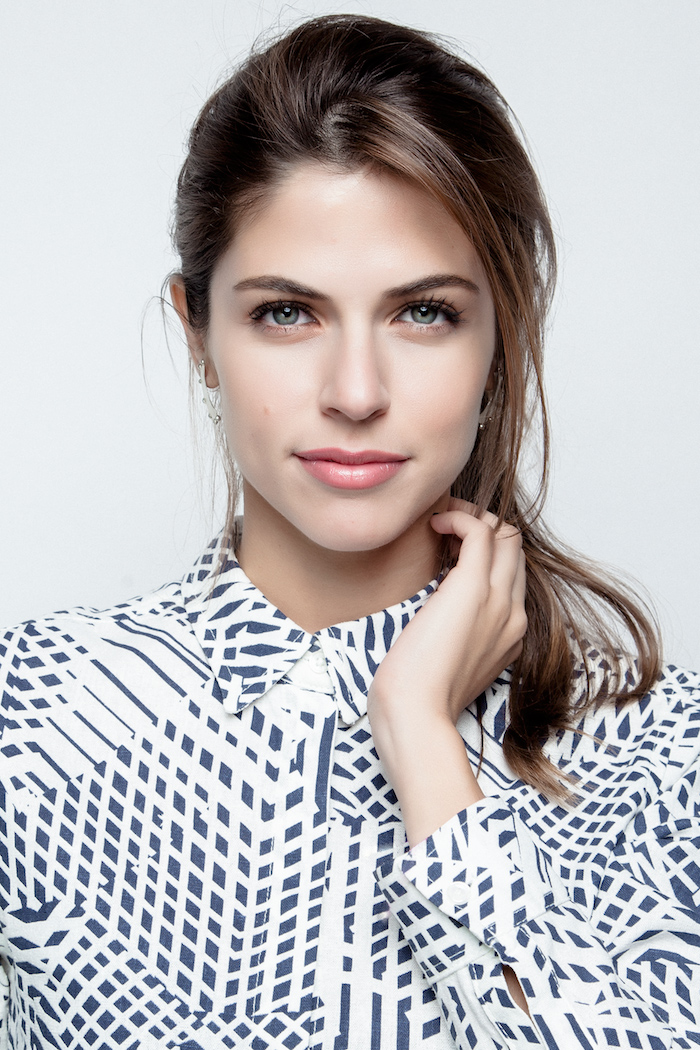
Stephanie Cayo

Stephanie Cayo (* 8. April 1988 in Lima) ist eine peruanische Schauspielerin.

## Leben
Stephanie Cayo hatte im Alter von zehn Jahren ihre ersten Auftritte in der Seifenoper Travesuras del corazón. Es folgte die Telenovela María Emilia, querida, wo sie die Tochter „Gabriele“ verkörperte. 2007 spielte sie in der Serie La marca del deseo mit und 2010 in Doña Bella.
Ab 2013 studierte sie Schauspiel und Tanz in New York City. Ab 2015 wurde sie auch international mit der Netflix-Serie Club de Cuervos in ihrer Rolle der „Mary Luz“ bekannt.

## Filmografie (Auswahl)
- 1998: Travesuras del corazón (Fernsehserie, 3 Folgen)
- 1999: María Emilia, querida (Fernsehserie, 150 Folgen)
- 2005: Polvorita (Fernsehfilm)
- 2007: La marca del deseo (Fernsehserie, 120 Folgen)
- 2008: Tiempo final (Fernsehserie, Folge 2x01)
- 2010: Doña Bella (Fernsehserie, 95 Folgen)
- 2011: El secretario (Fernsehserie, 4 Folgen)
- 2013: La Hipocondríaca (Fernsehserie, Folge 1x01)
- 2015–2019: Club de Cuervos (Fernsehserie, 33 Folgen)
- 2016: La Hermandad (Fernsehserie, 14 Folgen)
- 2018: Yucatán
- 2019: Bad Impulse
- 2019: Como caído del cielo
- 2020: Force of Nature
- 2020: Amalgama
- 2022: Hasta que nos volvamos a encontrar
- 2023: Los pacientes del doctor García (Fernsehserie, 7 Folgen)
- 2023: Dime lo que quieres (de verdad)
- 2023: Tödliche Einladung (Invitación a un Asesinato)